# Robin Gosens
Robin Everardus Gosens (* 5. července 1994 Emmerich) je německý profesionální fotbalista, který hraje na pozici levého záložníka či obránce za italský klub AFC Fiorentina a za německý národní tým.

## Klubová kariéra
Téměř 12 let působil Gosens v mládežnických týmech německých klubů. V červenci 2012 přestoupil do nizozemského Vitesse, kde v srpnu 2013 podepsal první profesionální kontrakt.
V lednu 2014 odešel na půlroční hostování do druholigového Dordrechtu. Ve 20 zápasech vstřelil jeden gól a pomohl klubu po 19 letech k návratu do Eredivisie. V květnu mu bylo hostování prodlouženo o rok, v sezoně 2014/15, nyní již pro Dordrecht prvoligové, odehrál 31 zápasů a vstřelil dva góly.
V červnu 2015 přestoupil do Heraclesu Almelo.
V červenci 2017 přestoupil do italské Atalanty Bergamo. V sezoně 2019/20 byl s devíti góly jedním z nejlepších střelců Atalanty a byl nejproduktivnějším obráncem Serie A.

## Reprezentační kariéra
Výkony v Serii A vynesly Gosensovi v srpnu 2020 první pozvánku do německé reprezentace. Trenér Joachim Löw Gosense nominoval na Mistrovství Evropy 2020.

## Úspěchy

### Individuální
- Tým roku Serie A – 2019/20[5]